# 布魯西諾-阿西齊奧

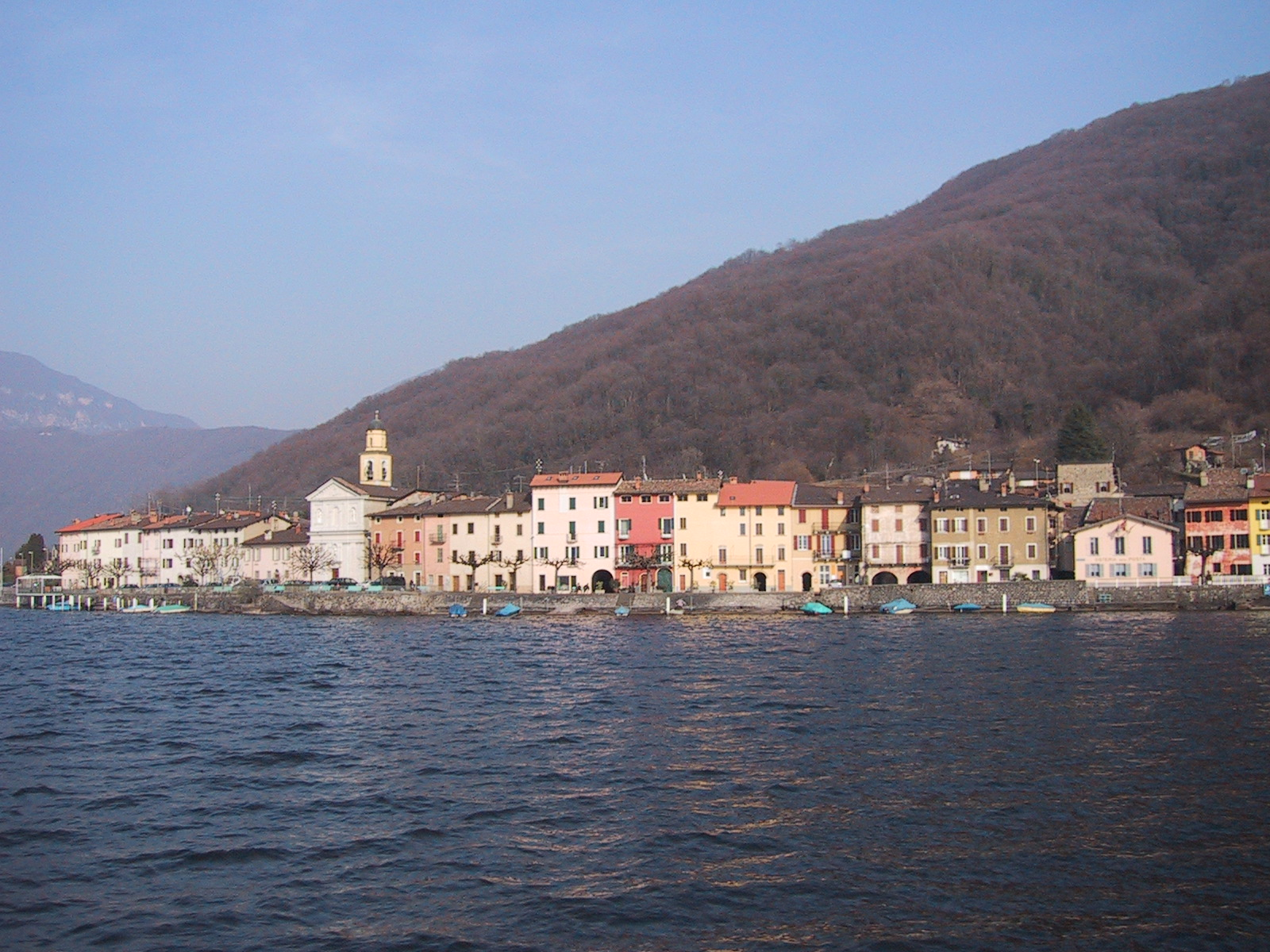

布魯西諾-阿西齊奧是瑞士的城鎮，位於該國南部，由提契諾州負責管轄，面積4.04平方公里，海拔高度277米，2011年人口457，八成人口信奉羅馬天主教，人口密度每平方公里113人。